# Lick the Star
Lick the Star és un curtmetratge en blanc i negre del 1998, en el qual Sofia Coppola debuta com a directora. El film de 14 minuts de duració està gravat amb una 16 mm.

## Argument
La Kate té una cama trencada i no ha pogut anar a classe durant una setmana.
Durant la seva absència la seva colla d'amigues liderada per la Chloe, la popular de l'escola, ha pensat un pla secret sota el nom en clau "Lick the Star" (al revés "Kill the Rats"). L'objectiu del seu pla, basat en el llibre "Flowers in the Attic" de V.C. Andrews, és enverinar amb arsènic els nois de la seva escola.
La Chloe s'intenta suïcidar al veure que tota l'escola ha descobert que és racista. Un cop es recupera descobreix que les seves amigues han explicat el seu pla i, a causa d'això, el rànquing de popularitat canvia i és repudiada per tota l'escola.
El film acaba amb la Kate mirant des de la distància a la Chloe, que està escrivint un poema sobre com les coses canvien.

## Repartiment
- Christina Turley com a Kate
- Audrey Heaven (Audrey Kelly) com a Chloe
- Julia Vanderham com a Rebbeca
- Lindsy Drummer com a Sara
- Robert Schwartzman com a Greg
- Peter Bogdanovich com a Principal
- Zoe R. Cassavetes com a P. E. Teacher[2]

## Banda Sonora
La banda sonora està composta per cançons Pop-Rock de diferents bandes.
1. "Tipp City" - The Amps
2. "Eat Cake" - Free Kitten
3. "This Town" - The Go-Go's
4. "Heidi Cakes" - Land of the Loops
5. "Bouwerie Boy" - Free Kitten[2]